# Snowmass
Snowmass (ibland lokalt kallat Old Snowmass) är ett kommunfritt område som ligger i Pitkin County i västra Colorado i USA. Området ligger i dalen Roaring Fork River, nära mynningen av Snowmass Creek mellan Aspen och Basalt. Snowmass består till stor del av ett postkontor, flera kommersiella företag, och omgivande hus och rancher. Snowmass Post Office har postnumret 81654.
Snowmass ska inte förväxlas med Snowmass Ski Area eller med kommunen Snowmass Village, platsen för skidområdet.